# 12623 Tawaddud
12623 Tawaddud (tên chỉ định: 9544 P-L) là một tiểu hành tinh vành đai chính. Nó được phát hiện bởi Cornelis Johannes van Houten, Ingrid van Houten-Groeneveld, và Tom Gehrels ở Đài thiên văn Palomar ở Quận San Diego, California, ngày 17 tháng 10 năm 1960. Nó được đặt theo tên Tawaddud, a fictional character in the One Thousand và One Nights.